# سير الوسط (سهند أباد)
سیر الوسط (بالفارسية: سیر وسطی) هي مستوطنة تقع في إيران في قسم سهند أباد الريفي. يقدر عدد سكانها بـ 223 نسمة .